# Перешпа
Перешпа (укр. Перешпа) — село в Шацкой поселковой общине Ковельского района Волынской области Украины.
До 2020 года входило в Шацкий район.
Близ села проходит белорусско-украинская граница.
Код КОАТУУ — 0725785003. Население по переписи 2001 года составляет 89 человек. Почтовый индекс — 44012. Телефонный код — 3355. Занимает площадь 3,12 км².